# نیلپری شاهین‌کایا
نیلپری شاهین‌کایا (ترکی استانبولی: Nilperi Şahinkaya؛ زادهٔ ۲۳ فوریهٔ ۱۹۸۸) بازیگر اهل ترکیه است.
وی از سال ۲۰۰۹ میلادی تاکنون مشغول فعالیت بوده است. از فیلم‌ها یا برنامه‌های تلویزیونی که وی در آن
ایفای نقش کرده است می‌توان به گذشت زمان، فصل گیلاس، کلاغ و سیب ممنوعه اشاره کرد.